# Brunn
För andra betydelser, se Brunn (olika betydelser).
En brunn är ett grävt eller borrat hål i marken ur vilket man utvinner vatten (vattenbrunn), olja eller gas. Det kan också användas för utrymme under jord för samlande av vatten och avlopp, se gatubrunn. 

## Bildgalleri

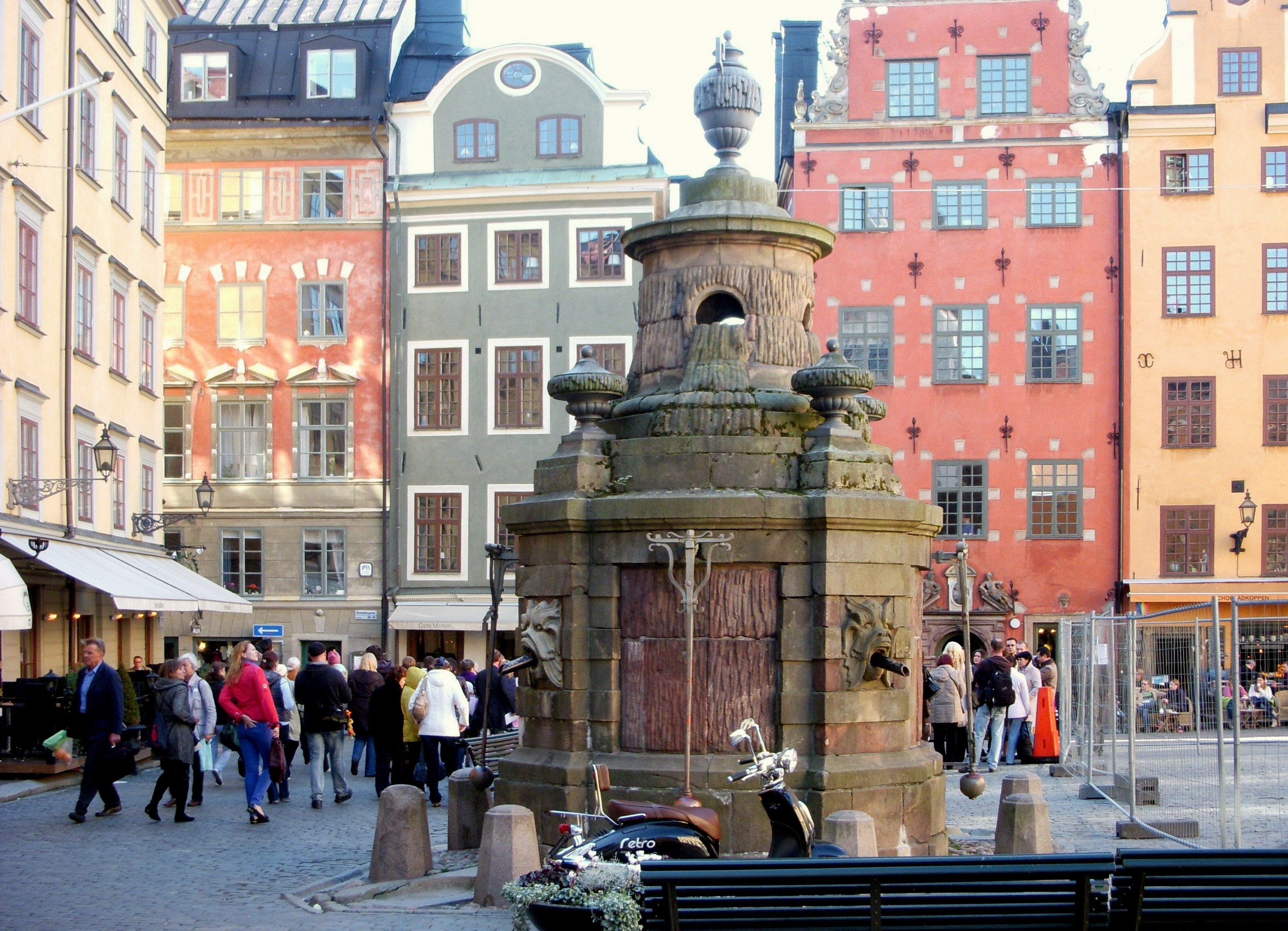
Stortorgsbrunnen var en vattenbrunn vid Stortorget, Stockholm.
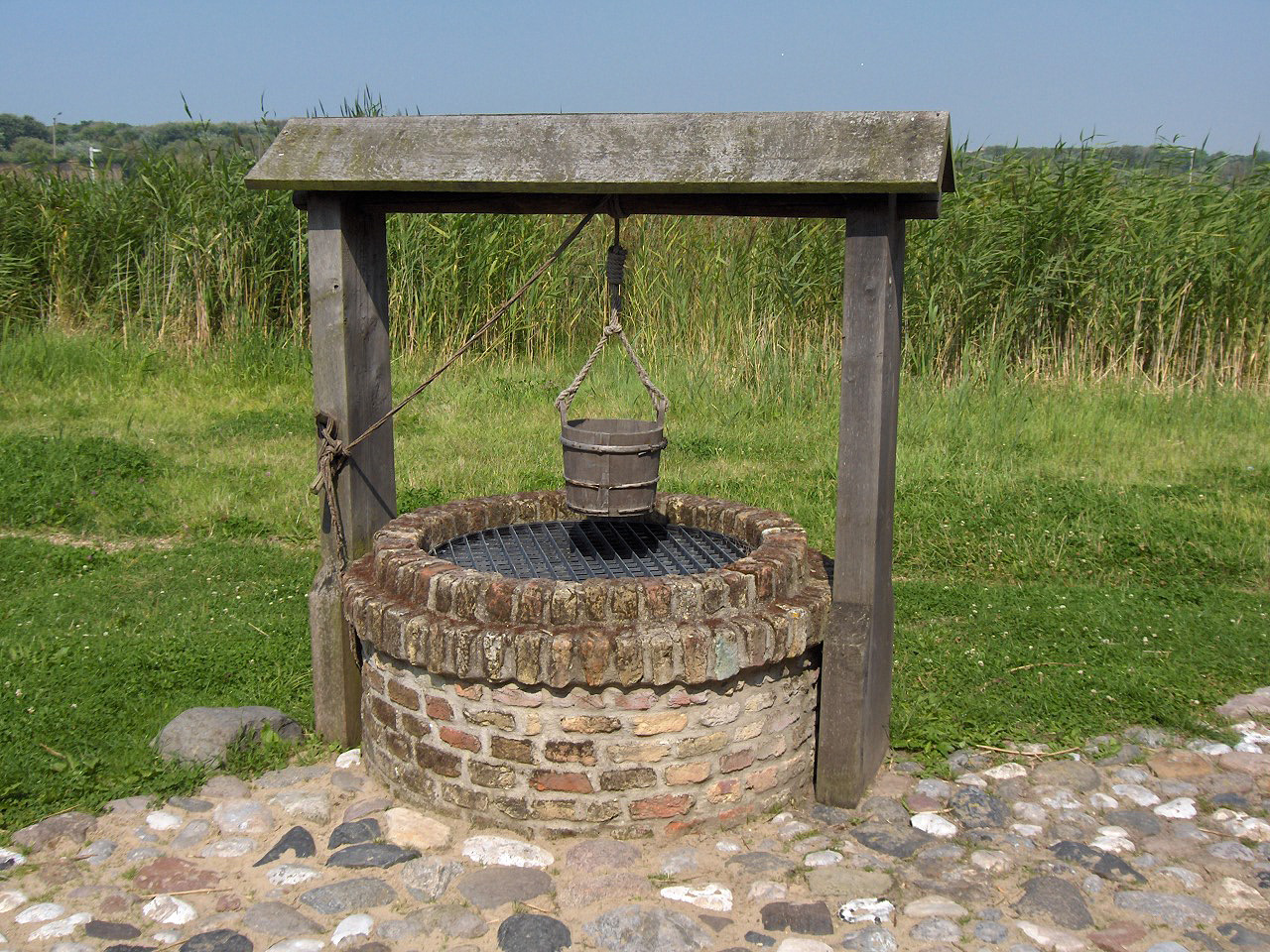
Vattenbrunn med brunnsvinda (Belgien).
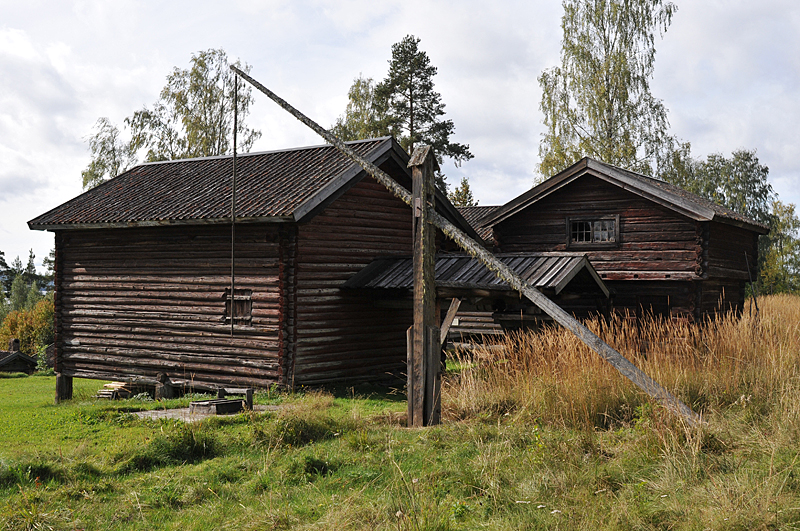
Dito med brunnssvängel (Rättvik).
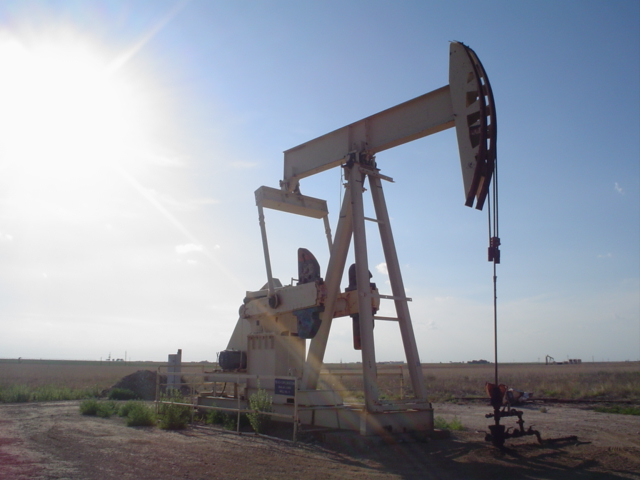
Oljepump (Texas).